# Joseph-Claude Boucher de Niverville
Joseph-Claude Boucher de Niverville (né le 22 septembre 1715 à Chambly en Nouvelle-France – mort le 30 août 1804 à Trois-Rivières au Bas-Canada) est un officier dans l’armée et dans la milice, seigneur, surintendant des Affaires indiennes et fonctionnaire canadien.

## Biographie
Il est reconnu pour avoir exploré les environs de la rivière Saskatchewan, le point le plus à l'ouest atteint par les soldats de la Nouvelle-France. En 1751, sous les ordres de La Verendrye, il organise un groupe pour se rendre en amont de  Paskayo (Le Pas) sur la rivière Saskatchewan pour y établir un poste de commerce. On ne retrouvera pas ce poste par la suite, même s'il aurait été aperçus par des voyageurs. Certaines théories disent que ce poste pourrait être les villes de e Edmonton ou Calgary, où des ruines d'un ancien poste avaient été découvertes par le NWMP dans les années 1870.
Déçu du sort réservé aux officiers canadiens en France, il retourna dans la nouvelle province de Québec en novembre 1763. Au début de 1767, il hérita de son beau-père du marquisat du Sablé, de la seigneurie de Sainte-Marguerite, du fief de La Poterie et d'un autre fief sans-nom, tous situé dans la région de Trois-Rivières. Il prêta le serment d’allégeance à la couronne britannique pour être jury la même année, avec trois autres chevalier de Saint-Louis, dans un procès que la marchant Thomas Walker avait intenté contre le capitaine Daniel Disney. Il fut proposé en 1769 par le gouverneur Guy Carleton pour faire partie d'un éventuel conseil législatif, mais son nom ne fut pas retenu.
Malgré ses 60 ans, il participa activement à la défense de la province de Québec lors de l'Invasion du Canada de 1775-1776. En septembre 1775, il reçut l'ordre du gouverneur Carleton de former un groupe de canadiens et d'amérindiens dans le but de secourir le fort Saint-Jean alors assiégé par Richard Montgomery. Il croisa cependant un détachement américain à La Prairie et dû rebrousser chemin à Montréal. Après la capitulation du fort Saint-Jean le 11 novembre, il aida Guy Carleton à rejoindre Québec. Il resta cependant à Trois-Rivières. Il ne fut pas molesté par les Américains lors de l’occupation de la ville en hiver, ces derniers de contentant de confisquer les armes des royalistes. Les Américains battirent en retraite au cours du printemps suivant. Au cours de la bataille de Trois-Rivières, le 8 juin 1776, il réussit à capturer le général de brigade William Thompson. Cette participation lui valut une retraite avec une demi-solde de lieutenant.
Il meurt le 30 août 1804 à l'âge de 89 ans. Il est à sa mort le dernier chevalier de Saint-Louis au Canada.

## Hommages
Une avenue a été nommée en son honneur, en 1950, dans la ville de Québec .